# Sportverein Meppen 1912 1995-1996
Questa voce raccoglie le informazioni riguardanti lo Sportverein Meppen 1912 nelle competizioni ufficiali della stagione 1995-1996.

## Stagione
Nella stagione 1995-1996 il Meppen, allenato da Horst Ehrmantraut e Paul Linz, concluse il campionato di 2. Bundesliga al 10º posto. In Coppa di Germania il Meppen fu eliminato al secondo turno dal Norimberga.

## Rosa
| N. |                         | Ruolo | Calciatore       |
| -- | ----------------------- | ----- | ---------------- |
| 5  | Germania (bandiera)     | D     | Bernd Deters     |
| 10 | Finlandia (bandiera)    | C     | Marko Myyry      |
| 22 | Germania (bandiera)     | D     | Eckhard Vorholt  |
|    | Germania (bandiera)     | P     | Stefan Brasas    |
|    | Germania (bandiera)     | P     | Stefan Hülswitt  |
|    | Germania (bandiera)     | D     | Harald Gärtner   |
|    | Germania (bandiera)     | D     | Andreas Helmer   |
|    | Germania (bandiera)     | D     | Thomas Kluge     |
|    | Italia (bandiera)       | D     | Daniel Puce      |
|    | Germania (bandiera)     | D     | Jan Sievers      |
|    | Germania (bandiera)     | C     | Thomas Böttche   |
|    | Germania (bandiera)     | C     | Karsten Böttcher |
|    | Sierra Leone (bandiera) | C     | Lamin Conteh     |

| N. |                     | Ruolo | Calciatore        |
| -- | ------------------- | ----- | ----------------- |
|    | Germania (bandiera) | C     | Carsten Marell    |
|    | Germania (bandiera) | C     | Manfred Schulte   |
|    | Germania (bandiera) | C     | Günter Snyders    |
|    | Polonia (bandiera)  | C     | Zbigniew Szewczyk |
|    | Germania (bandiera) | C     | Markus von Ahlen  |
|    | Germania (bandiera) | C     | Bernd Winter      |
|    | Croazia (bandiera)  | A     | Damir Bujan       |
|    | Germania (bandiera) | A     | Christian Claaßen |
|    | Germania (bandiera) | A     | Karsten Imort     |
|    | Germania (bandiera) | A     | Mario Lau         |
|    | Germania (bandiera) | A     | Josef Menke       |
|    | Germania (bandiera) | A     | Robert Thoben     |

## Organigramma societario
Area tecnica
- Allenatore: Paul Linz
- Allenatore in seconda:
- Preparatore dei portieri:
- Preparatori atletici:

## Calciomercato

### Sessione estiva
| Acquisti | Acquisti          | Acquisti          | Acquisti |
| R.       | Nome              | da                | Modalità |
| -------- | ----------------- | ----------------- | -------- |
| C        | Karsten Böttcher  | Eintracht Treviri |          |
| A        | Christian Claaßen | Amburgo           |          |
| C        | Lamin Conteh      | Beerschot         |          |
| A        | Karsten Imort     | Greifswalder      |          |
| D        | Thomas Kluge      | Homburg           |          |
| A        | Mario Lau         | Greifswalder      |          |
| D        | Daniel Puce       | Sion              |          |
| C        | Markus von Ahlen  | Bochum            |          |

| Cessioni | Cessioni           | Cessioni              | Cessioni |
| R.       | Nome               | a                     | Modalità |
| -------- | ------------------ | --------------------- | -------- |
| C        | Hans Jörg Brückner | Paderborn             |          |
| C        | Peter Gartmann     | Augusta               |          |
| C        | Ingmar Putz        | Remscheid             |          |
| A        | Rainer Rauffmann   | Eintracht Francoforte |          |

### Sessione invernale
| Acquisti | Acquisti | Acquisti | Acquisti |
| R.       | Nome     | da       | Modalità |
| -------- | -------- | -------- | -------- |

| Cessioni | Cessioni | Cessioni | Cessioni |
| R.       | Nome     | a        | Modalità |
| -------- | -------- | -------- | -------- |

## Risultati

### 2. Bundesliga

#### Girone di andata
| Arbitro: | Fleske |

|            |           |            |
| Bergen 43’ | Marcatori | 76’ Helmer |

| Arbitro: | Gettke |

|           |           |            |
| Bujan 35’ | Marcatori | 35’ Cramer |

| Arbitro: | Wezel |

|                       |           |  |
| Renn 18’ Gütschow 26’ | Marcatori |  |

| Arbitro: | Best |

|                      |           |                            |
| Winter 25’ Bujan 76’ | Marcatori | 35’ von Heesen 60’ Andonov |

| Magonza 30 agosto 1995, ore 20:00 CEST 5ª giornata | Magonza     | 0 – 0 referto | Meppen | Stadion am Bruchweg (3 500 spett.)\| Arbitro: \| Blumenstein \| |
| Arbitro:                                           | Blumenstein |               |        |                                                                 |

| Arbitro: | Koop |

|            |           |             |
| Thoben 90’ | Marcatori | 48’ Osthoff |

| Arbitro: | Dehmelt |

|                                            |           |            |
| Peschel 28’ Közle 45’, 75’ Bałuszyński 57’ | Marcatori | 86’ Thoben |

| Meppen 16 settembre 1995, ore 15:30 CEST 8ª giornata | Meppen  | 0 – 0 referto | Hannover 96 | Emslandstadion (8 000 spett.)\| Arbitro: \| Leimert \| |
| Arbitro:                                             | Leimert |               |             |                                                        |

| Arbitro: | Friedrichs |

|           |           |             |
| Möller 9’ | Marcatori | 60’ Schulte |

| Arbitro: | Ertl |

|  |           |                           |
|  | Marcatori | 49’ Heidrich 74’ Hoffmann |

| Arbitro: | Domurat |

|                                      |           |           |
| Pilz 47’ Mencel 59’, 80’ Kirsten 81’ | Marcatori | 6’ Marell |

| Arbitro: | Schütz |

|                       |           |               |
| Myyry 48’ Snyders 86’ | Marcatori | 23’ Akpoborie |

| Arbitro: | Schmidt |

|           |           |             |
| Myyry 90’ | Marcatori | 67’ Bremser |

| Arbitro: | Haupt |

|                         |           |            |
| Moore 10’ Wiesinger 61’ | Marcatori | 62’ Conteh |

| Arbitro: | Dörr |

|                         |           |                            |
| Vorholt 55’ (rig.), 73’ | Marcatori | 16’ Akonnor 78’ Svinggaard |

| Arbitro: | Keßler |

|                          |           |  |
| Preetz 7’, 61’ Reina 66’ | Marcatori |  |

| Arbitro: | Blumenstein |

|                     |           |           |
| Vorholt 44’ Lau 46’ | Marcatori | 54’ Reich |

#### Girone di ritorno
| Meppen 3 dicembre 1995, ore 14:00 CET 18ª giornata | Meppen | 0 – 0 referto | Unterhaching | Emslandstadion (5 000 spett.)\| Arbitro: \| Fandel \| |
| Arbitro:                                           | Fandel |               |              |                                                       |

| Arbitro: | Prengel |

|                         |           |                       |
| Hutwelker 10’ Weber 79’ | Marcatori | 71’ Conteh 90’ Brasas |

| Arbitro: | Casper |

|                      |           |  |
| Lau 9’ von Ahlen 64’ | Marcatori |  |

| Arbitro: | Friedrichs |

|                         |           |                        |
| Maul 20’ von Heesen 66’ | Marcatori | 23’ Vorholt 72’ Thoben |

| Arbitro: | Dehmelt |

|                  |           |          |
| Vorholt 67’, 72’ | Marcatori | 55’ Hock |

| Arbitro: | Wezel |

|                               |           |             |
| Marin 6’ Salou 80’ Anders 89’ | Marcatori | 43’ Schulte |

| Arbitro: | Müller |

|                     |           |                                   |
| Vorholt 24’ Lau 35’ | Marcatori | 47’ Kracht 58’ Stickroth 59’ Reis |

| Arbitro: | Gettke |

|             |           |  |
| Weiland 88’ | Marcatori |  |

| Arbitro: | Frey |

|                        |           |  |
| Böttche 28’ Thoben 40’ | Marcatori |  |

| Arbitro: | Schmidt |

|  |           |                                    |
|  | Marcatori | 29’ Böttche 72’ Thoben 74’ Claaßen |

| Arbitro: | Domurat |

|                               |           |  |
| Thoben 6’ Lau 76’ Claaßen 86’ | Marcatori |  |

| Arbitro: | Schütz |

|                                 |           |  |
| Gunnlaugsson 76’ Kobylański 84’ | Marcatori |  |

| Arbitro: | Byernetzky |

|              |           |                                            |
| Fährmann 36’ | Marcatori | 21’, 55’ Claaßen 47’ von Ahlen 81’ Sievers |

| Arbitro: | Werthmann |

|                     |           |  |
| Kluge 40’ Myyry 90’ | Marcatori |  |

| Colonia 24 maggio 1996, ore 20:00 CEST 32ª giornata | Fortuna Colonia | 0 – 0 referto | Meppen | Südstadion (2 500 spett.)\| Arbitro: \| Blumenstein \| |
| Arbitro:                                            | Blumenstein     |               |        |                                                        |

| Arbitro: | Fleischer |

|                                                 |           |  |
| Winter 7’ Claaßen 28’ von Ahlen 48’ Snyders 83’ | Marcatori |  |

| Wolfsburg 8 giugno 1996, ore 15:30 CEST 34ª giornata | Wolfsburg | 0 – 0 referto | Meppen | VfL-Stadion am Elsterweg (4 528 spett.)\| Arbitro: \| Ertl \| |
| Arbitro:                                             | Ertl      |               |        |                                                               |

### Coppa di Germania
| Arbitro: | Haupt |

|           |           |                  |
| Kubis 81’ | Marcatori | 15’, 44’ Snyders |

| Arbitro: | Müller |

|                             |           |           |
| Moore 24’ (rig.) Möckel 82’ | Marcatori | 61’ Bujan |

## Statistiche

### Statistiche di squadra
| Competizione      | Punti | In casa | In casa | In casa | In casa | In casa | In casa | In trasferta | In trasferta | In trasferta | In trasferta | In trasferta | In trasferta | Totale | Totale | Totale | Totale | Totale | Totale | DR |
| Competizione      | Punti | G       | V       | N       | P       | Gf      | Gs      | G            | V            | N            | P            | Gf           | Gs           | G      | V      | N      | P      | Gf     | Gs     | DR |
| ----------------- | ----- | ------- | ------- | ------- | ------- | ------- | ------- | ------------ | ------------ | ------------ | ------------ | ------------ | ------------ | ------ | ------ | ------ | ------ | ------ | ------ | -- |
| 2. Bundesliga     | 44    | 17      | 8       | 7       | 2       | 28      | 15      | 17           | 2            | 7            | 8            | 17           | 28           | 34     | 10     | 14     | 10     | 45     | 43     | +2 |
| Coppa di Germania | -     | 0       | 0       | 0       | 0       | 0       | 0       | 2            | 1            | 0            | 1            | 3            | 3            | 2      | 1      | 0      | 1      | 3      | 3      | 0  |
| Totale            | 44    | 17      | 8       | 7       | 2       | 28      | 15      | 19           | 3            | 7            | 9            | 20           | 31           | 36     | 11     | 14     | 11     | 48     | 46     | +2 |

### Andamento in campionato
| Giornata  | 1 | 2  | 3  | 4  | 5  | 6  | 7  | 8  | 9  | 10 | 11 | 12 | 13 | 14 | 15 | 16 | 17 | 18 | 19 | 20 | 21 | 22 | 23 | 24 | 25 | 26 | 27 | 28 | 29 | 30 | 31 | 32 | 33 | 34 |
| --------- | - | -- | -- | -- | -- | -- | -- | -- | -- | -- | -- | -- | -- | -- | -- | -- | -- | -- | -- | -- | -- | -- | -- | -- | -- | -- | -- | -- | -- | -- | -- | -- | -- | -- |
| Luogo     | T | C  | T  | C  | T  | C  | T  | C  | T  | C  | T  | C  | C  | T  | C  | T  | C  | C  | T  | C  | T  | C  | T  | C  | T  | C  | T  | C  | T  | T  | C  | T  | C  | T  |
| Risultato | N | N  | P  | N  | N  | N  | P  | N  | N  | P  | P  | V  | N  | P  | N  | P  | V  | N  | N  | V  | N  | V  | P  | P  | P  | V  | V  | V  | P  | V  | V  | N  | V  | N  |
| Posizione | 6 | 11 | 14 | 15 | 14 | 15 | 15 | 15 | 15 | 15 | 16 | 14 | 15 | 17 | 16 | 17 | 16 | 17 | 17 | 15 | 15 | 14 | 16 | 16 | 17 | 15 | 14 | 14 | 15 | 13 | 12 | 12 | 10 | 10 |

Legenda:

Luogo: C = Casa; T = Trasferta. Risultato: V = Vittoria; N = Pareggio; P = Sconfitta.

### Statistiche dei giocatori
| Giocatore    | 2. Bundesliga | 2. Bundesliga | 2. Bundesliga | 2. Bundesliga | Coppa di Germania | Coppa di Germania | Coppa di Germania | Coppa di Germania | Totale   | Totale | Totale      | Totale     |
| Giocatore    | Presenze      | Reti          | Ammonizioni   | Espulsioni    | Presenze          | Reti              | Ammonizioni       | Espulsioni        | Presenze | Reti   | Ammonizioni | Espulsioni |
| ------------ | ------------- | ------------- | ------------- | ------------- | ----------------- | ----------------- | ----------------- | ----------------- | -------- | ------ | ----------- | ---------- |
| S. Brasas    | 29            | 1             | 0             | 1             | 1                 | 0                 | 0                 | 0                 | 30       | 1      | 0           | 1          |
| D. Bujan     | 28            | 2             | 3             | 0             | 2                 | 1                 | 0                 | 1                 | 30       | 3      | 3           | 1          |
| T. Böttche   | 24            | 2             | 7             | 0             | 1                 | 0                 | 0                 | 0                 | 25       | 2      | 7           | 0          |
| K. Böttcher  | 7             | 0             | 3             | 0             | 0                 | 0                 | 0                 | 0                 | 7        | 0      | 3           | 0          |
| C. Claaßen   | 18            | 5             | 3             | 0             | 0                 | 0                 | 0                 | 0                 | 18       | 5      | 3           | 0          |
| L. Conteh    | 12            | 2             | 0             | 0             | 1                 | 0                 | 0                 | 0                 | 13       | 2      | 0           | 0          |
| B. Deters    | 22            | 0             | 2             | 2             | 0                 | 0                 | 0                 | 0                 | 22       | 0      | 2           | 2          |
| H. Gärtner   | 10            | 0             | 1             | 1             | 2                 | 0                 | 0                 | 0                 | 12       | 0      | 1           | 1          |
| A. Helmer    | 21            | 1             | 5             | 1             | 2                 | 0                 | 0                 | 0                 | 23       | 1      | 5           | 1          |
| S. Hülswitt  | 6             | 0             | 0             | 0             | 2                 | 0                 | 0                 | 0                 | 8        | 0      | 0           | 0          |
| K. Imort     | 6             | 0             | 1             | 0             | 1                 | 0                 | 1                 | 0                 | 7        | 0      | 2           | 0          |
| T. Kluge     | 25            | 1             | 3             | 0             | 2                 | 0                 | 1                 | 0                 | 27       | 1      | 4           | 0          |
| M. Lau       | 28            | 4             | 0             | 0             | 2                 | 0                 | 0                 | 0                 | 30       | 4      | 0           | 0          |
| C. Marell    | 29            | 1             | 1             | 0             | 2                 | 0                 | 0                 | 0                 | 31       | 1      | 1           | 0          |
| J. Menke     | 3             | 0             | 0             | 0             | 0                 | 0                 | 0                 | 0                 | 3        | 0      | 0           | 0          |
| M. Myyry     | 31            | 3             | 4             | 1             | 2                 | 0                 | 1                 | 0                 | 33       | 3      | 5           | 1          |
| D. Puce      | 0             | 0             | 0             | 0             | 0                 | 0                 | 0                 | 0                 | 0        | 0      | 0           | 0          |
| M. Schulte   | 27            | 2             | 9             | 1             | 2                 | 0                 | 0                 | 0                 | 29       | 2      | 9           | 1          |
| J. Sievers   | 23            | 1             | 2             | 0             | 0                 | 0                 | 0                 | 0                 | 23       | 1      | 2           | 0          |
| G. Snyders   | 12            | 2             | 0             | 0             | 1                 | 2                 | 0                 | 0                 | 13       | 4      | 0           | 0          |
| Z. Szewczyk  | 15            | 0             | 2             | 0             | 0                 | 0                 | 0                 | 0                 | 15       | 0      | 2           | 0          |
| R. Thoben    | 27            | 6             | 4             | 0             | 2                 | 0                 | 1                 | 0                 | 29       | 6      | 5           | 0          |
| E. Vorholt   | 29            | 7             | 6             | 2             | 1                 | 0                 | 0                 | 0                 | 30       | 7      | 6           | 2          |
| B. Winter    | 12            | 2             | 1             | 0             | 0                 | 0                 | 0                 | 0                 | 12       | 2      | 1           | 0          |
| M. von Ahlen | 26            | 3             | 3             | 1             | 1                 | 0                 | 0                 | 0                 | 27       | 3      | 3           | 1          |